# Thomas Søndergård
Thomas Søndergård (* 4. Oktober 1969 in Holstebro, Dänemark) ist ein dänischer Dirigent.

## Leben
Søndergård studierte von 1989 bis 1992 Schlagwerk und Pauke an der Dänischen Musikakademie und an der Musikhochschule Freiburg  und war schon in dieser Zeit Mitglied des Jugendorchesters der Europäischen Union EUYO. Nach dem Studium wurde er zunächst Mitglied der Königlichen Kapelle Kopenhagen. Seit Ende der 1990er Jahre widmete er sich verstärkt dem Dirigat.
Von 2009 bis 2012 war er Chefdirigent des Kringkastingsorkestret (KORK) des Norwegischen Rundfunks. Im Dezember 2009 leitete er erstmals das BBC National Orchestra of Wales, von 2012 bis 2018 amtierte er dort als Chefdirigent. Außerdem bestritt er seit 2012 als Erster Gastdirigent jährlich drei Produktionen beim Royal Scottish National Orchestra, seit 2018 ist er dort Musikdirektor.
2017 dirigierte er die Uraufführung der Oper Edward II. von Andrea Lorenzo Scartazzini an der Deutschen Oper Berlin.
Im September 2023 übernimmt Søndergård die Leitung des Minneapolis Symphony Orchestra.